# Coppa Placci 1981
La Coppa Placci 1981, trentunesima edizione della corsa, si svolse l'8 agosto 1981 su un percorso di 245 km. La vittoria fu appannaggio dell'italiano Alfio Vandi, che completò il percorso in 6h40'35", precedendo i connazionali Palmiro Masciarelli e Marino Amadori.

## Ordine d'arrivo (Top 10)
| Pos. | Corridore           | Squadra              | Tempo    |
| ---- | ------------------- | -------------------- | -------- |
| 1    | Alfio Vandi         | Selle San Marco      | 6h40'35" |
| 2    | Palmiro Masciarelli | Famcucine-Campagnolo | s.t.     |
| 3    | Marino Amadori      | Magniflex-Olmo       | s.t.     |
| 4    | Roberto Visentini   | Sammontana-Benotto   | a 18"    |
| 5    | Flavio Zappi        | Hoonved-Bottecchia   | a 9'30"  |
| 6    | Leonardo Mazzantini | Famcucine-Campagnolo | s.t.     |
| 7    | Giovanni Mantovani  | Hoonved-Bottecchia   | s.t.     |
| 8    | Francesco Moser     | Famcucine-Campagnolo | s.t.     |
| 9    | Enrico Maestrelli   | Selle San Marco      | s.t.     |
| 10   | Claudio Torelli     | Famcucine-Campagnolo | s.t.     |